# Qoradaryo
Der Qoradaryo (usbekisch) (kirgisisch Кара-Дарыя Kara-Daryja; russisch Карадарья́ Karadarja, Кара-Дарья Kara-Darja) ist der linke Quellfluss des Syrdarja in Kirgisistan und Usbekistan.

## Verlauf
Der Qoradaryo entsteht am Zusammenfluss seiner beiden Quellflüsse, Karakuldscha und Tar, welche im Ferghanagebirge und Alaigebirge entspringen. Kurz darauf wird er zum Andijonstausee aufgestaut. Die Nebenflüsse Jassy von rechts und Kurschab von links münden ebenfalls in den Stausee. Unterhalb der Andijon-Staumauer wird ein Großteil des Wassers über den Südlichen Ferghanakanal abgeleitet. Der eigentliche Fluss fließt in überwiegend westlicher Richtung durch das Ferghanatal. Die rechten Nebenflüsse Kökart und Karaüngkür fließen ihm zu. Nördlich von Andijon bildet er über eine Länge von 3 km ein Teilstück des Großen Ferghanakanals. Dieser leitet einen Teil des Flusswassers ab. Im Unterlauf mündet noch der Arawansai von links in den Qoradaryo. Schließlich trifft der Qoradaryo nach insgesamt 180 km auf den Naryn. Der Fluss entwässert ein Areal von 30.100 km². Der mittlere Abfluss (MQ) beträgt 140 km oberhalb der Mündung 121 m³/s. Die Städte Ösgön und Xonobod liegen am Flussufer.